# Ducado do Palatinado-Zweibrücken
O Ducado do Palatinado-Zweibrücken ou simplesmente Palatinado-Zweibrücken (em alemão: Pfalz-Zweibrücken) foi um antigo estado do Sacro Império Romano. Sua capital era Zweibrücken (em francês:  Deux-Ponts). Sua casa reinante, um ramo da dinastia Wittelsbach, foi também a da Casa Real da Suécia de 1654 a 1720.

## Lista de Duques do Palatinado-Zweibrücken

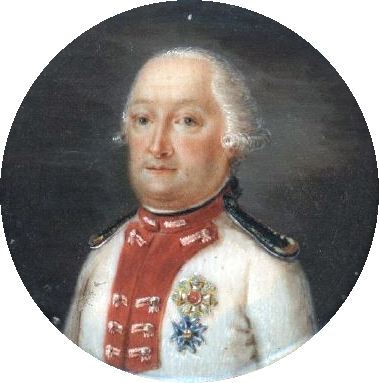
Carlos II Augusto (1775-1795).

### Casa de Wittelsbach
- 1410-1459: Estêvão do Palatinado-Simmern-Zweibrücken

Linhagem Palatinado-Zweibrücken
- 1459-1489: Luís I, o Negro
- 1489-1490: Gaspar;
- 1489-1514: Alexandre
- 1514-1532: Luís II, o Jovem
- 1532-1569: Wolfgang
- 1569-1604: João I, o Coxo
- 1604-1635: João II, o Jovem
- 1635-1661: Frederico

Linhagem Palatinado-Zweibrücken-Landsberg
- 1661-1681: Frederico Luís

Linhagem Palatinado-Zweibrücken-Kleeburg
- 1681-1697: Carlos I, também rei da Suécia como Carlos XI
- 1697-1718: Carlos II, também rei de Suécia como Carlos XII
- 1718-1731: Gustavo

Linhagem do Palatinado-Birkenfeld-Bischweiler
- 1731-1735: Cristiano III [3]
- 1735-1775: Cristiano IV
- 1775-1795: Carlos II Augusto
- 1795-1797: Maxiiliano I José

## Escudo de armas

Escudo de armas do Palatinado-Zweibrücken (1720).

Cerca de 1720, o Palatinado-Zweibrücken incluíu no seu escudo de armas os símbolos dos Ducados Unidos de Jülich-Cleves-Berg. Assim a descrição heraldica seria:
Partido, no primeiro, escurtelado com o Leão Palatino em I e IV, e os losangulos da Baviera em II e III e, sobre o todo, o escudo com o Leão azure coroado em campo de prata pela própria Zweibrücken. No segundo, partido e depois duas vezes cortado, estando em cima o leão negro em campo de ouro (Jülich), o Carbúnculo de ouro em campo de gules (Cleves), e o leão de gules em campo de prata (Berg); e em baixo a franja axedrezada de gules e prata em campo de ouro (Mark), a asna tripla de gules em campo de prata (Ravensberg) e a barra sable em campo de ouro (Moers).